# Gamze Bulut
Gamze Bulut, född 3 augusti 1992, är en turkisk friidrottare.
Bulut blev olympisk silvermedaljör på 1 500 meter vid sommarspelen 2012 i London. Efter positivt dopningsprov blev hon fråntagen sin medalj.